# Iraúna-da-guiana
Rabo-de-quilha-dos-tepuis ou iraúna-da-guiana (Macroagelaius imthurni) é uma espécie de ave da família Icteridae.
Pode ser encontrada nos seguintes países: Brasil, Guiana e Venezuela. Seus habitats naturais são: regiões subtropicais ou tropicais húmidas de alta altitude.